# Nobuhisa Isono
Nobuhisa Isono (japanisch 磯野 修久 Isono Nobuhisa; * 8. Januar 1974 in der Präfektur Gunma) ist ein ehemaliger japanischer Fußballspieler.

## Karriere
Isono erlernte das Fußballspielen in der Schulmannschaft der Fujioka High School. Seinen ersten Vertrag unterschrieb er 1992 bei den Yokohama Marinos. Der Verein spielte in der höchsten Liga des Landes, der J1 League. 1995 wechselte er zu Prima Ham Tsuchiura (heute: Mito HollyHock). Am Ende der Saison 1999 stieg der Verein in die J2 League auf. Ende 2000 beendete er seine Karriere als Fußballspieler.

## Erfolge
Yokohama Marinos
- Kaiserpokal

Sieger: 1992